# Кай Пача

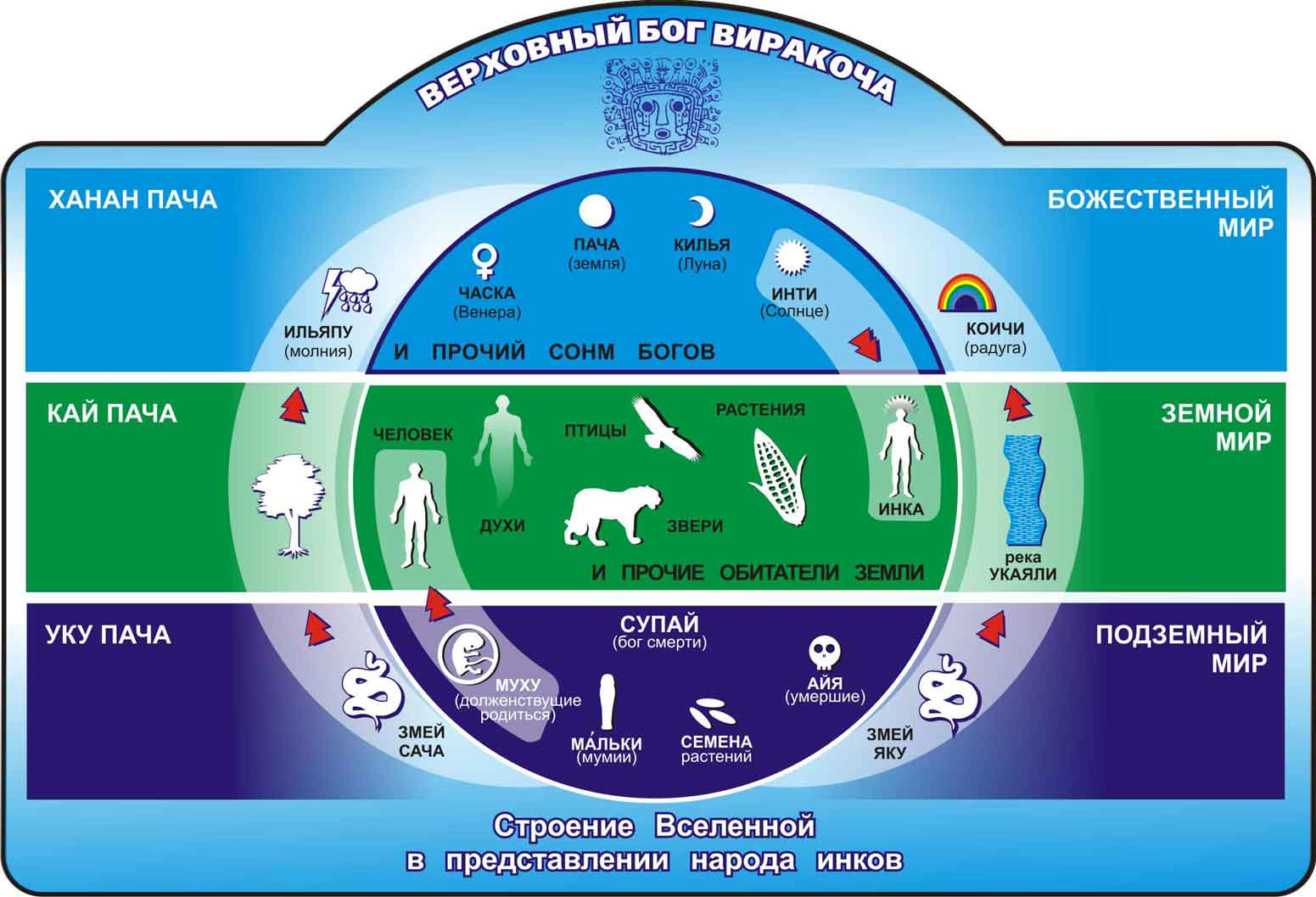
Космологія інків. Три світи: Ханан Пача, Кай Пача, Уку Пача.

Кай Пача (кеч. Kay Pacha) — в міфології інків земний світ, в якому живуть інки. Знаходиться між підземним світом Уку Пача і вищим світом Ханан Пача. У мові кечуа слово «пача» означає час або простір.